# Elisabeth Wandel
Elisabeth Christiane Alvina Wandel (født Møller 14. januar 1850 i København, død 28. december 1926 sammesteds) var en dansk maler, datter af Andreas Christian Møller og Thora Adelaide Beck. Gift med Oscar Wandel som hun fik 3 børn med, Ellis Wandel, Sigurd Wandel og Axel Wandel.

## Uddannelse
Elisabeth Wandel var elev af Carl Thomsen og P.S. Krøyer.

## Motivverden
Hendes motivkreds var landskabsmalerier, en del havebilleder, interiører, heraf nogle med kvinder i husligt arbejde, og portrætter. I 1890'erne udførte hun en del portrætter bl.a. et af Emma Gad.

## Teknik
I starten af hendes karriere var pastelkridt hendes foretrukne teknik, bl.a. i hendes virtuose Studie af siddende model fra 1889 - hvilket i denne periode var en ofte brugt teknik af mange kvindelige kunstnere. Senere udførte hun også værker i oliemaleri.

## Stil
Elisabeth Wandels malestil var i slægt med Vilhelm Hammershøi.

## Temaer og nye motivtilgange
I udstillingen på Den Hirschsprungske Samling / Randers Museum "Kvindernes Moderne Gennembrud, 1880-1910" i 2024-25 behandler Lene Bøgh Rønberg i udstillingens katalog nogle tematikker, som de kvindelige kunstenere i denne periode arbejder med, nemlig resignation og at tage skridt væk fra "the male gaze", det magtfulde blik mod kvinden som seksualiseret objekt for mandens nydelse. Lene Bøgh Rønberg peger på værker af Anna Petersen, Johanne Krebs, Sofie Holten og Bertha Wegmann som eksempler på kunstnere der netop arbejder med disse tematikker i deres kunst, hvor motivet..
| Citat | "..kobles til den kvindelige kunstners praksis og identitet såvel som til det repertoire af moderne vilkår og tematikker i pionergenerationens kunst, som værket rammesætter" | Citat |
|       | |       |

Af Elisabeth Wandels arbejder falder især værket Studie af Siddende Model (også betitlet Ung Kvinde) fra 1889 i øjnene, med kunstnerens stærke beherskelse af både motiv og den næsten fotografisk perfekte fremstilling af hudtoner og detaljer - som sådan et virtuost og oplagt "salon-værk" i tiden. Billedet kunne imidlertid tolkes som et bidrag til periodens resignations-tematik. Modellens sagtmodige kropsstilling, med halvt lukkede øjne og let skelende blik, hvor hun kigger frem foran sig, fortæller at hun følelsesmæssigt er sunket ind i sig selv, og unddrager sig beskuerens opmærksomhed. Måske udgør værket et endog tydeligt brud og opgør med "the male gaze", hvor kvinden her fremstilles som et menneske i sig selv, uden behov for at opnå det mandlige bliks beundring. Som Inge Lise Mogensen Bech skriver i udstillingskataloget:
| Citat | "Betragter man de kvindelige kunstneres motivverden...må deres modernitet ofte udledes nænsomt...fordi den modernitet, som de tilkæmpede sig, er blevet så selvfølgelig [for os, red.], at det nutidige øje kan have svært ved at opdage radikaliteten i for eksempel et blik, en hårlængde, en kjole eller et interiør" | Citat |
|       | |       |

## Netværk
I Elisabeth Wandels netværk fandtes en lang række af tidens kunstnere og kunsthistorikere, heriblandt Hammershøi-parret. På maleren Viggo Johansens billede Aftenselskab i mit hjem 1899 (SMK), ses Elisabeth Wandel og hendes mand i selskab med netop Vilhelm og Ida Hammershøi, maleren Valdemar Irminger, skuespilleren Anne Grethe Anthonsen, Mathilde Kock, kunsthistorikeren Karl Madsen og hans kone Thora Madsen, Viggo Johansens kone Martha Johansen, og professorerne Julius Petersen og Harald Høffding.  Elisabeth Wandels mand Oscar Wandel var kendt som en ivrig kunstsamler og mæcen, der i 1892 medvirkede til erhvervelsen af van Goghs Landskab fra Saint-Rémy.

## Udstillinger
- Charlottenborg Forårsudstilling i årene 1887-1900, 1902 og 1912-22
- Den Nordiske Industri-, Landbrugs- og Kunstudstilling i Kjøbenhavn 1888
- Verdensudstillingen i Paris 1889
- 11 kvindelige kunstneres udstilling i Kunstforeningen i 1891,
- Internationaler Kunstausstellung i Berlin 1891,
- Verdensudstillingen i Chicago 1893,
- Kvindernes Udstilling 1895,
- Nordischer Kunst-Ausstellung i Lübeck 1895
- Raadhusudstillingen i København 1901
- Kvindelige Kunstneres retrospektive Udstilling i 1920.[8]
- Kvindernes Moderne Gennembrud 1880-1920, Hirschsprung / Randers Kunstmuseum 2024-2025

## Værker
- Sommerdag i august, Motiv fra bakkerne ved Hjortekærhuset (udst. 1893);
- En frugthave (udst. 1895); Det gamle Krogerup (udst. 1897);
- Tidligt forår i en have (udst. 1900); Landskab fra Humlebæk (udst. 1919);
- Interiør med åben dør (udst. 1922).

## Portrætter
- Fru Emma Gad (pastel, udst. 1893);
- Dommer J.N.A. Madvig (Fr.borgmus.);
- Dommer J.N.A. (pastel, udst. 1898, Sø- og Handelsretten).

| - Værker af Elisabeth Wandel - Parti fra Raadvad med Eremitageslottet i baggrunden, 1871 - Thora Juliane Madsen, født Nielsen, ca. 1890 - Portræt af en siddende dame ved sytøjet, 1891 - Sommerdag i august. Motiv fra bakkerne ved Hjortekjærhuset, ca. 1893 - Profilportræt af kvinde med tørklæde, ukendt dato - Portræt af maleren Laurits Andersen Ring, ukendt dato - Portræt af ældre dame, ukendt dato - Krokus i vindueskarmen, ukendt dato - Portræt af ung kvinde iført grå kjole, ukendt dato |